# Castianeira cubana
Castianeira cubana is een spinnensoort uit de familie van de loopspinnen (Corinnidae).
De wetenschappelijke naam van de soort werd in 1926 als Myrmecotypus cubanus gepubliceerd door Nathan Banks.